# Здунов, Василий Фёдорович
Василий Фёдорович Здунов (1924—1998) — генерал-майор Советской Армии, участник Великой Отечественной войны, Герой Советского Союза (1944).

## Биография
Василий Здунов родился 24 октября 1924 года в селе Лобаски (ныне — Атяшевский район Мордовии). Окончил среднюю школу, проживал в Челябинской области.
В августе 1942 года Здунов был призван на службу в Рабоче-крестьянскую Красную Армию. Учился в Ленинградском пехотном училище, но в марте 1943 года недоучившийся курсант Здунов был отправлен на фронт. Был зачислен в 415-ю отдельную разведроту 348-й стрелковой дивизии, в своём первом разведвыходе в составе группы из 5 бойцов участвовал в успешном захвате контрольного пленного
К июлю 1944 года старший сержант Василий Здунов командовал орудием 207-го отдельного истребительно-противотанкового дивизиона 348-й стрелковой дивизии 3-й армии 1-го Белорусского фронта. Отличился во время освобождения Минской области Белорусской ССР.
1 июля 1944 года у деревни Сунище Червенского района расчёт Здунова перерезал дорогу отступающим войскам противника на шоссе Могилёв-Минск. В том бою расчёт уничтожил 2 штурмовых орудия, 4 автомашины, 8 повозок, несколько десятков вражеских солдат и офицеров. Когда противник попытался окружить и захватить орудие, Здунов организовал оборону и успешно отразил атаку.
Указом Президиума Верховного Совета СССР от 25 сентября 1944 года старший сержант Василий Здунов был удостоен высокого звания Героя Советского Союза с вручением ордена Ленина и медали «Золотая Звезда».
После окончания войны продолжил службу в Советской Армии. Окончил Горьковское военно-политическое училище и Военно-политическую академию, после чего остался в последней преподавать, был начальником факультета. Позднее служил в системе Гражданской обороны СССР.
Участник Военного парада на Красной площади в 1987 году, нес знамя Победы. Вышел в отставку в звании генерал-майора. Проживал в Москве, скончался 28 июня 1998 года. Похоронен на Троекуровском кладбище в Москве.
Был также награждён орденом Отечественной войны 1-й степени (11.03.1985), тремя орденами Красной Звезды (29.04.1945; 30.12.1956; 27.12.1982), орденом «Знак Почёта» (1.09.1988), орденом «За службу Родине в ВС СССР» 3-й степени (30.04.1975), российским орденом Дружбы (28.04.1995), двумя медалями «За отвагу» (08.1943; 5.01.1944), медалью «За боевые заслуги» (13.06.1952), рядом медалей.